# Cilunculus frontosus
Cilunculus frontosus är en havsspindelart som beskrevs av Loman, J.C.C. 1908. Cilunculus frontosus ingår i släktet Cilunculus och familjen Ammotheidae. Inga underarter finns listade i Catalogue of Life.